# Little Delta River
Der Little Delta River ist ein 39 Kilometer langer linker Nebenfluss des Tanana River im Interior des US-Bundesstaats Alaska.

## Verlauf
Der Little Delta River entsteht in der nördlichen Alaskakette am Zusammenfluss seiner beiden Quellflüsse West Fork und East Fork Little Delta River. Der Little Delta River fließt in nördlicher Richtung durch die Tanana-Kuskokwim-Niederung und mündet schließlich 45 Kilometer westnordwestlich von Big Delta in den Tanana River. Aufgrund der hohen Sedimentfracht, die vom östlichen Quellfluss des Little Delta River stammt, hat sich ein Mündungsdelta gebildet, das in den Tanana River hineinragt. Der Alaska Highway verläuft entlang dem nördlichen Flussufer des Tanana River gegenüber der Mündung des Little Delta River. Weiter östlich verlaufen die Flüsse Delta Creek und Delta River annähernd parallel zum Little Delta River.

### Quellflüsse
Der East Fork Little Delta River entwässert den Gillam-Gletscher. Der 37 Kilometer lange gletschergespeiste Fluss strömt anfangs in Richtung Ostnordost und wendet sich allmählich nach Norden und schließlich nach Nordnordwest. Er vereinigt sich mit dem kaum von Gletschern gespeisten West Fork Little Delta River zum Little Delta River.
Der West Fork Little Delta River bildet den westlichen Quellfluss des Little Delta River. Er entspringt in der Alaskakette auf einer Höhe von 1650 m. Er fließt anfangs nach Osten. Nach zwölf Kilometern mündet von Süden kommend ein gletschergespeister namenloser Nebenfluss in den West Fork Little Delta River. Der West Fork Little Delta River wendet sich anschließend nach Nordosten und erreicht nach insgesamt 45 Kilometer den East Fork Little Delta River.